# Phaegorista formosa
Phaegorista formosa là một loài bướm đêm trong họ Erebidae.